# Mednarodno dirkališče Buddh
Mednarodno dirkališče Buddh je dirkališče, ki leži v bližini indijskega mesta Delhi. Najbolj znano je kot prizorišče dirke svetovnega prvenstva Formule 1 za Veliko nagrado Indije, ki jo je gostilo v sezonah 2011, 2012 in 2013.
Dirkališče ponuja dve različici nekaterih ovinkov in s tem več možnosti konfiguracije steze. Steza za dirke Formule 1 je dolga 5,125 kilometra in ima 16 ovinkov. Zasnoval jo je nemški arhitekt Hermann Tilke. Dirkališče je bilo uradno odprto 18. oktobra 2011, manj kot dva tedna pred prvo dirko za Veliko nagrado Indije.
Prva dirka za Veliko nagrado Indije je bila načrtovana za sezono 2010, nato pa prestavljena na naslednjo sezono 2011. Potekala je v prvotnem terminu 30. oktobra 2011 kot sedemnajsta od 19 dirk tega leta, čeprav je bila nekaj časa načrtovana za december, ko ni bilo jasno, ali se bo odvijala odpovedana dirka za Veliko nagrado Bahrajna, ki je nazadnje v sezoni 2011 ni bilo. Zmagal je Sebastian Vettel iz moštva Red Bull Racing, ki je tudi štartal z najboljšega položaja in prevozil najhitrejši krog.
V naslednji sezoni 2012 je Velika nagrada Indije potekala 28. oktobra kot sedemnajsta od 20 dirk. Vettel je dosegel svojo drugo zmago z najboljšega štartnega položaja, medtem ko je najhitrejši krog prevozil McLarnov dirkač Jenson Button. Tretja dirka za Veliko nagrado Indije je bila na sporedu 27. oktobra 2013 kot šestnajsta od 19 dirk tega leta. Vettel je dosegel svojo tretjo zmago z najboljšega štartnega položaja, najhitrejši krog pa je prevozil Kimi Räikkönen iz moštva Lotus.
Čeprav je bila prvotna pogodba za organizacijo dirk za Veliko nagrado Indije veljavna do sezone 2016, je bilo že pred dirko leta 2013 sporočeno, da nadaljevanja prirejanja Velike nagrade Indije v sezoni 2014 ne bo. Za sezono 2015 je bila načrtovana vrnitev v novem terminu, saj je Velika nagrada Indije imela potekati marca kot ena prvih dirk na sporedu. Zaradi spora glede plačila davkov med organizatorjem in lokalnimi oblastmi dirke za Veliko nagrado Indije v sezonah 2015 in 2016 ni bilo. Tudi kasneje ni prišlo do njene vrnitve na koledar svetovnega prvenstva Formule 1 ter je dirka leta 2013 do današnjega dne ostala zadnja prireditev Velike nagrade Indije.
Vozniki Formule 1 so bili večinoma navdušeni nad stezo, zlasti zaradi kombinacije hitrih ovinkov in ravnin, ki so jo označili za nenavadno med novimi dirkališči. Pravili so, da jim steza omogoča priložnosti za prehitevanje in preizkušanje skrajnih zmogljivosti dirkalnikov ter so jo primerjali s tradicionalnimi dirkališči kot sta Spa in Suzuka.

## Zmagovalci
| Sezona | Zmagovalec       | Moštvo           | Poročilo |
| ------ | ---------------- | ---------------- | -------- |
| 2013   | Sebastian Vettel | Red Bull-Renault | Poročilo |
| 2012   | Sebastian Vettel | Red Bull-Renault | Poročilo |
| 2011   | Sebastian Vettel | Red Bull-Renault | Poročilo |